# Conostegia hirtella
Conostegia hirtella är en tvåhjärtbladig växtart som beskrevs av Célestin Alfred Cogniaux. Conostegia hirtella ingår i släktet Conostegia och familjen Melastomataceae.
Artens utbredningsområde är Guatemala. Inga underarter finns listade i Catalogue of Life.